# Hipoteza dochodu absolutnego
Hipoteza dochodu absolutnego to teoria konsumpcji zaproponowana przez angielskiego ekonomistę Johna Maynarda Keynesa w książce Ogólna teoria zatrudnienia, procentu i pieniądza i rozwinięta później przez amerykańskiego noblistę Jamesa Tobina. Zgodnie z nią wydatki konsumpcyjne zależą od uzyskiwanego w danym momencie przez gospodarstwo domowe dochodu.